# Chamaecallis
Chamaecallis je monotipski rod trajnica iz porodice ružovki (Rosaceae). 
Jedina vrsta je C. perpusilloides raširena po Kini (Yunnan); Tibetu; Nepalu; Butanu; sjevernoj Indiji (Sikkim); i sjevernom Mjanmaru.